# Kenneth Casey
Kenneth Casey (10 de enero de 1899 – 10 de agosto de 1965) fue un actor cinematográfico y letrista de canciones de estadounidense, uno de los primeros actores infantiles del cine mudo, cuya trayectoria en el mismo tuvo lugar entre 1909 y 1913.

## Biografía
Nacido en Nueva York, desde 1909 a 1913 él y Paul Kelly fueron los dos actores infantiles que trabajaban en aquella época de manera estable para la productora Vitagraph. Actuó en una cincuentena de cortometrajes, a menudo emparejado con Adele DeGarde. Fue también conocido por su precoz talento como músico y compositor de canciones. 
Cuando dejó Vitagraph a los 14 años de edad, se abrieron para él las puertas del vodevil, donde pudo sacar provecho de sus dotes musicales además de interpretar. Hizo una gira por el Reino Unido y Sudáfrica y, cuando ya tenía la edad mínima para trabajar como profesional, 16 años, volvió a los Estados Unidos. Volvió al cine para rodar una última película en 1920, destacando en la industria sobre todo como compositor, siendo el autor de la letra de la celebérrima Sweet Georgia Brown, publicata en el año 1925. Un clásico del repertorio de jazz, la canción fue utilizada en la banda sonora de numerosas películas, e interpretada por cantantes de la talla de Ethel Waters, Ella Fitzgerald, Anita O'Day, Ray Charles, Bing Crosby o The Beatles. 
Casey tuvo también una orquesta propia, con la cual actuó en el teatro y la radio. Entre sus últimos éxitos figura la Marcha President Einsenhower, con la cual quería celebrar la elección del nuevo Presidente de los Estados Unidos.
Casado y con dos hijos, Kenneth Casey falleció en Cornwall, Nueva York, en 1965, a causa de una afección cardiaca. Fue enterrado en el Cementerio Cedar Hill de Newburg, Nueva York.

## Premios
- Salón de la Fama del Joven Hollywood (1908-1919)

## Filmografía completa

### Cortometrajes
- We Must Do Our Best, de Van Dyke Brooke (1909)
- Mario's Swan Song (1910)
- Over the Garden Wall (1910)
- Chew Chew Land; or, The Adventures of Dolly and Jim (1910)
- Two Waifs and a Stray (1910)
- A Lunatic at Large (1910)
- Ransomed; or, A Prisoner of War (1910)
- The Children's Revolt (1910)
- Jean Goes Fishing, de Laurence Trimble (1910)
- Drumsticks, de Laurence Trimble (1910)
- A Tin-Type Romance, de Laurence Trimble (1910)
- The Misses Finch and Their Nephew Billy (1911)
- Consuming Love; or, St. Valentine's Day in Greenaway Land (1911)
- A Tale of Two Cities, de Charles Kent (1911)
- Mammy's Ghost (1911)
- A Little Lad in Dixie, de Rollin S. Sturgeon (1911)
- The Derelict Reporter (1911)
- Hungry Hearts; or, The Children of Social Favorites (1911)
- The Show Girl, de Van Dyke Brooke (1911)
- Barriers Burned Away (1911)
- The Clown's Best Performance (1911)
- The Long Skirt (1911)
- Cherry Blossoms (1911)
- The Child Crusoes, de Van Dyke Brooke (1911)
- Daddy's Boy and Mammy (1911)
- Wig Wag, de Laurence Trimble (1911)
- The Little Spy, de Charles Kent (1911)
- Captain Jenks' Dilemma (1912)
- How Tommy Saved His Father (1912)
- Father and Son (1912)
- Tom Tilling's Baby (1912)
- A Story of the Circus (1912)
- The Black Wall (1912)
- The Old Silver Watch (1912)
- The Man Under the Bed (1912)
- An Innocent Theft (1912)
- Fate's Awful Jest (1912)
- A Juvenile Love Affair, de Charles Kent (1912)
- Ingenuity (1912)
- Vultures and Doves (1912)
- Bumps (1912)
- The Higher Mercy, de William V. Ranous (1912)
- Three Girls and a Man, de Albert W. Hale (1912)
- The Eavesdropper, de James Young (1912)
- When Bobby Forgot, de Laurence Trimble (1913)
- Cutey and the Twins, de James Young (1913)
- The White Slave; or, The Octoroon, de James Young (1913)
- The Feudists, de Wilfrid North (1913)
- In the Shadow, de James Lackaye (1913)
- Heartease, de L. Rogers Lytton y James Young (1913)

### Largometraje
- The Adventurer, de J. Gordon Edwards (1920)